# Manuel Revollo Crespo
Manuel Revollo Crespo, né le 17 juin 1925 à Cochabamba et mort d'une crise cardiaque le 26 octobre 2014  à Cochabamba, est un évêque catholique bolivien.

## Biographie
Membre des Fils du Cœur Immaculé de Marie, Manuel Revollo Crespo est ordonné prêtre le 25 décembre 1952, puis évêque le 29 juin 1985, il est évêque auxiliaire de Cochabamba et vicaire général de l'archidiocèse. Le 2 décembre 1993, il est nommé évêque coadjuteur de l'Ordinariat militaire de Bolivie. Il prend sa retraite le 14 juin 2000.